# قائمة القنوات التلفزيونية في الجزائر

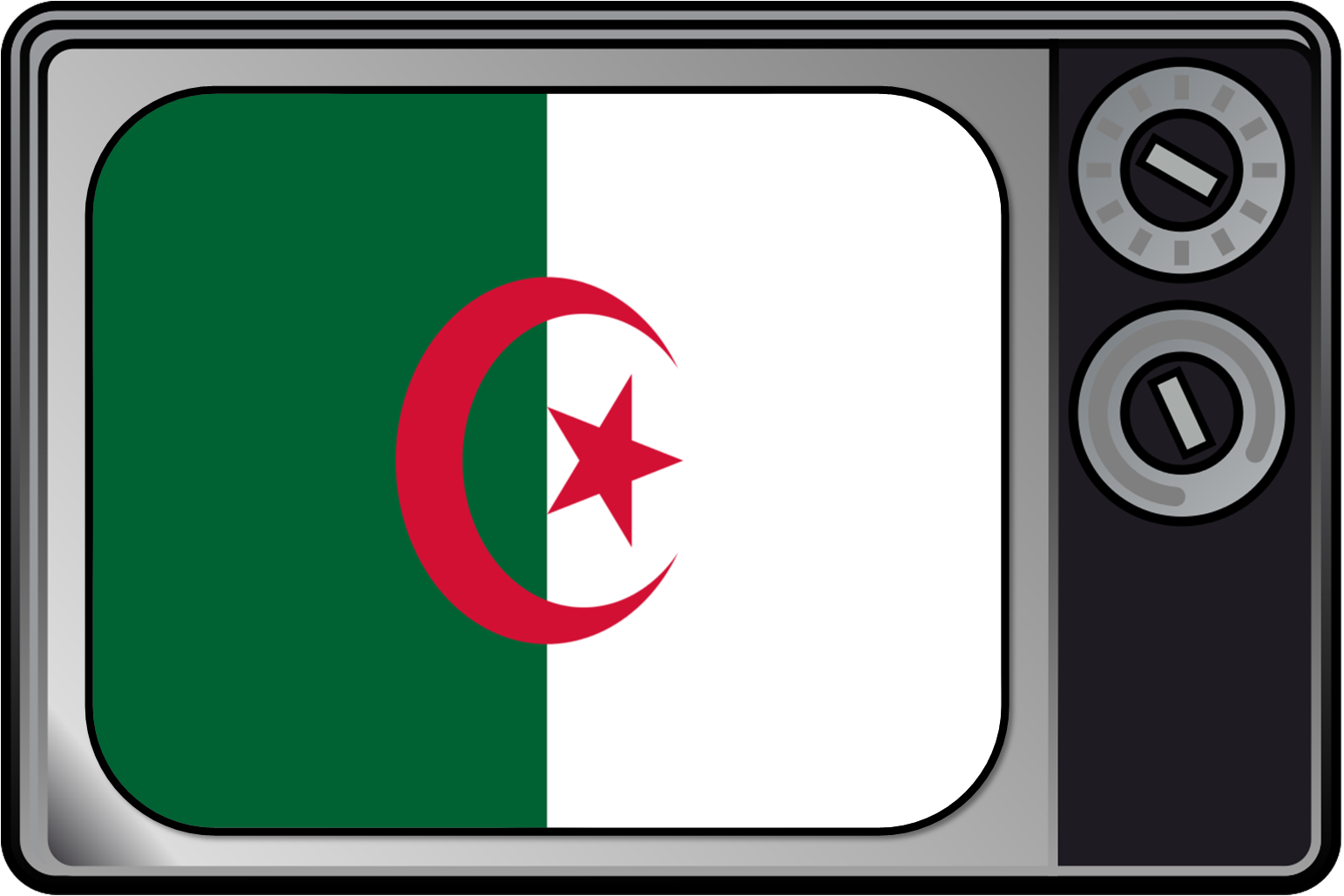

ظهرت التلفزة في الجزائر ، لأول مرة 24 ديسمبر 1956 إبان الفترة الاستعمارية حيث أقيمت مصلحة بث محدودة الإرسال للإذاعة والتلفزيون الفرنسي الجزائر العاصمة من (بلدية برج البحري)، في عام 1963، إنطلقت أول من قناة تلفزيونية جزائرية من طرف المؤسسة العمومية للتلفزيون، وفي عام 2014 تم إعطاء الإذن بفتح قنوات خاصة بموجب القانون.

## تاريخ التلفزيون
لم تظهر التلفزة في الجزائر إلا في ديسمبر العام 1956 إبان الفترة الاستعمارية، وأقيمت مصلحة بث محدودة الإرسال كانت تعمل ضمن المقاييس الفرنسية ويعد استحداثها اهتماماً بالجالية الفرنسية المتواجدة بالجزائر آنذاك، كما اقتصر بثها على المدن الكبرى للجزائر وأنشأت محطات إرسال ضعيفة تقدر بـ 819 خط على المدى القصير موزعة على ثلاث مراكز في قسنطينة، الجزائر العاصمة، ووهران.
البرامج التلفزية التي كانت ترتكز على قاعدة تقنية بدائية، كانت أيضا تجلب في جزء كبير منها من فرنسا وتركز على إيجابيات المستعمر مبرزة مشاهده الثقافية وفي الوقت ذاته تعمل على إبراز علاقات الهيمنة على المجتمع الجزائري مشوهة في أغلب الأحيان نضاله السياسي ورصيده الحضاري.
لم تلبث الدولة الجزائرية غداة الاستقلال أن اتخذت التدابير اللازمة من اجل استرجاع مبنى الإذاعة والتلفزيون، لما يمتلكه هذا القطاع الحساس من أهمية في نقل السيادة الجديدة للدولة الجزائرية، وكذلك في ترسيخ القيم الثقافية الخاصة بالشعب الجزائري بعيدا عن المسخ الذي استعمله المستعمر طويلاً.
وتطبيقا لهذا التوجه الذي يتعلق بأداة من أدوات السيادة الوطنية، قام كل الإطارات والتقنيون ولعمال الجزائريون في 28 أكتوبر 1962 برفع التحدي والتغلب على صعوبات التكوين وشكلوا يدا واحدة تحدوهم الروح الوطنية فالتزموا بتحقيق سير الحسن لأجهزة الإذاعة والتلفزيون وفي استمرار الإرسال في حين ظن الإطارات والتقنيون الفرنسيون أن ذهابهم سيتسب في عرقلة الإرسال لمدة طويلة.
وفي الفاتح من أغسطس من عام 1963 أُسست الإذاعة والتلفزيون الجزائري ومن اجل هذا ركزت الدولة على تجهيز هذا القطاع، فمن خلال المحطات الثلاثة التالية:
(الثلاثي 1967-1969) (الرباعي الأول 1970-1973) (الرباعي الثاني 1974-1977) خصت أكثر من 310 مليون دينار لميزانية تجهيز الإذاعة والتلفزة الجزائرية التي كانت متلكاتها تقدر في عام 1976 بـ389 مليون دينار جزائري بما فيها ما خلفه الاستعمار، وفي عام 1982 ارتفعت إلى 560 مليون دينار.
أما المؤسسة الوطنية لتلفزة فقد تكونت بناءاً على المرسوم الوزاري المؤرخ في 01 يوليو 1987، تم تقسيمها إلى أربعة مؤسسات رئيسية هي: (OTA) بعد إعادة هيكلة مؤسسة الإذاعة والتلفزة.
1. -المؤسسة الوطنية لتلفزة
2. -المؤسسة الوطنية لإذاعة
3. -المؤسسة الوطنية لبث الإذاعي والتلفزي
4. -المؤسسة الوطنية لإنتاج السمعي البصري

وهي تحمل الشخصية المعنوية وتابعة لوزارة الثقافة والاتصال وبناءاً على ما جاء في هذا المرسوم فان المؤسسة الوطنية لتلفزة هي مؤسسة ذات طبيعة اقتصادية وهدف اجتماعي وثقافي تضمن الخدمة العمومية.
وكذا بث البرامج التلفزيونية عبر كامل التراب الوطني تسير المؤسسة من طرف مدير عام مدعم بمجلس استشاري متكون من مثلين عن هيئات مختلفة لدولة ومن الحكومة ومن الأحزاب السياسية وغيرهم بمجموع يقارب 25 عضواً يساعد المدير العام في أشغاله مدير عام مساعد وخمس مستشارين
اما المؤسسة فتسير وفقا لمرسوم وزاري صدر في (24-01-1987) وتم فيه تحديد النظام الداخلي والبناء الهيكلي ويقسم هذا المرسوم المؤسسة إلى 06 مديريات أساسية هي:
- مديرية الاخبار
- مديرية الإنتاج
- مديرية البرمجة
- مديرية الخدمات التقنية والتجهيز
- مديرية الإدارة العامة
- مديرية العلاقات الخارجية

بالإضافة إلى مركز الأرشيف، المحطات الجهوية والمديريات التجارية.

## قنوات عمومية
عند الاستقلال، ولد التلفزيون العمومي سنة 28 أكتوبر 1962 مع إنشاء المؤسسة العمومية للتلفزيون (RTA).
- التلفزيون الجزائري، منذ 28 أكتوبر 1962.
- كنال ألجيري، منذ عام 1994
- الجزائرية الثالثة، منذ 5 يوليو 2001.
- الجزائرية الثالثة، HD منذ 2015
- الجزائرية الرابعة الأمازيغية، منذ 18 مارس 2009.
- قناة القرآن الكريم 5، منذ 18 مارس 2009.
- الجزائرية السادسة منذ 26 مارس2020
- قناة المعرفة (الجزائرية السابعة)، منذ 19 مايو 2020

## قنوات خاصة
رغم عدم فتح مجال السمعي البصري حتى عام 2014، إلا أنه تم فتح عدة قنوات تبث عبر الأقمار الصناعية منذ عام 2002، إزدادت الأعداد منذ عام 2011، لكن لا يوجد أي واحدة تبث عبر التلفزيون الأرضي، كانت قناة تلفزيون الخليفة أول من بثت من فرنسا يوم 12 سبتمبر 2002 إلى 14 مارس 2003 وفي لندن من 24 فبراير 2004 وحتى 15 مارس 2005

### عامة
- دزاير تي في
- بور تي في
- الشروق تي في
- الجزائرية
- الجزائرية وان
- قناة النهار
- الهقار تي في
- كا بي سي
- قناة البلاد
- الأجواء تي في
- الفجر تي في
- الجزائر 24
- قناة الأطلس (أغلقت بقرار رئاسي بسبب أمني)

### دينية
- الأنيس تي في

### سينما
- دي تي في

### إخبارية
- نوميديا نيوز (قناة)
- الشروق نيوز
- دزاير نيوز
- المغاربية (قناة)
- المغاربية 2 (قناة)

### رياضية
- ستاد نيوز
- الهداف تي في
- EPTV SPORTS 1
- EPTV SPORTS 2

### نسائية
- سميرة تي في
- سي بي سي بنة

### أطفال
- قناة جرجرة
- الفهامة تيفي
- EPTV KIDS

### سياحيا
- شمس TV

### إقليمية
- الباهية تي في
- تلفزيون بربر
- بربر الشباب
- بربر موسيقى
- بور تي في
- تلفزيون رشاد
- لاندكس تي في

### قنوات أشهار
- دزاير شوب
- دزاير جنة
- دزاير 3
- دزاير 25
- دزاير 24
- دزاير 16
- زواج تي في

### قنوات شبابية
- EPTV YOUTH

## قنوات مغلقة ومفقودة
- قناة الأطلس، من 13 مايو 2013 إلى 16 مارس 2014
  - أغلقتها السلطات الجزائرية
- كواليس تي في، قناة رياضية، من 25 نوفمبر 2013، 15 ديسمبر 2013

### مقالات ذات صلة
- سلطة ضبط السمعي البصري
- قائمة القنوات التلفزيونية في الجزائر
- الإعلام في الجزائر
- الإذاعة الجزائرية

## وصلات خارجية
- الموقع الرسمي لتلفزيون الجزائري